# Station de Bouvines
Ne doit pas être confondu avec la gare de Bouvines de la Société nationale des chemins de fer français (SNCF).
La station de Bouvines est une ancienne station du tramway de Saint-Amand à Hellemmes de la Société des chemins de fer économiques du Nord (CEN), située sur le territoire de la commune de Bouvines, dans le département du Nord, en région Hauts-de-France.

## Histoire

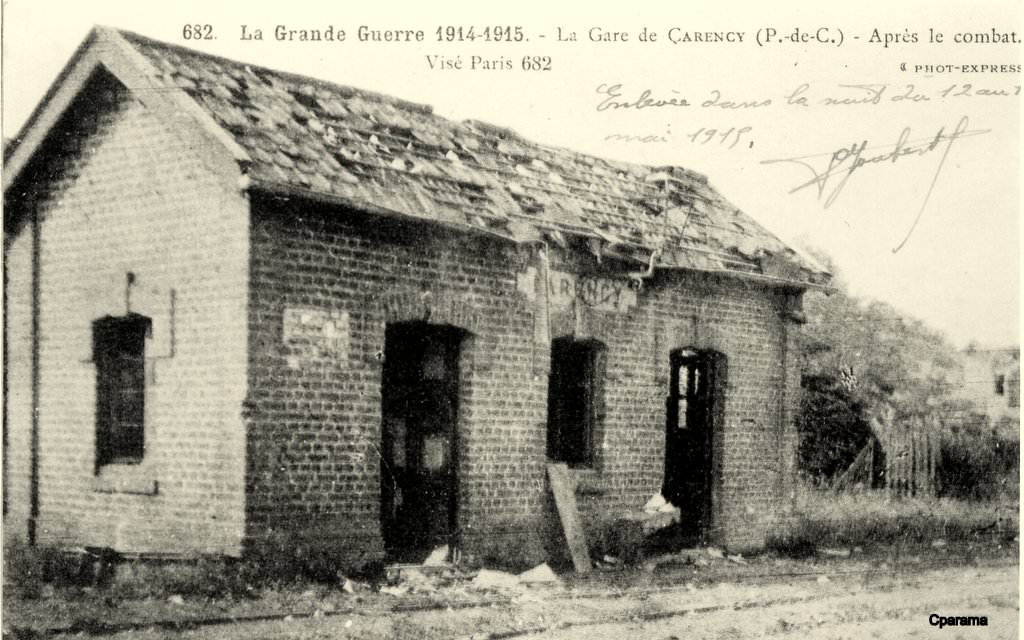
Aubette de la station de Carency (ligne Lens - Frévent) du même modèle que celle de Bouvines.

La station est dotée d'une simple aubette d'un modèle standardisé également utilisé par les Chemins de fer économiques du Nord sur ses autres lignes du réseau du Nord et du Pas-de-Calais. L'aubette en briques comporte 1 seul étage de 3 travées, dont 2 portes en extrémités et 1 fenêtre au centre ainsi qu'une fenêtre sur chaque côté[réf. nécessaire].
La ligne possédait un évitement devant la station.
De nos jours, l'aubette existe toujours. Les ouvertures sont murées et l'inscription Bouvines est en grand partie effacée.

Vues de l'aubette de la station en 03 2020.
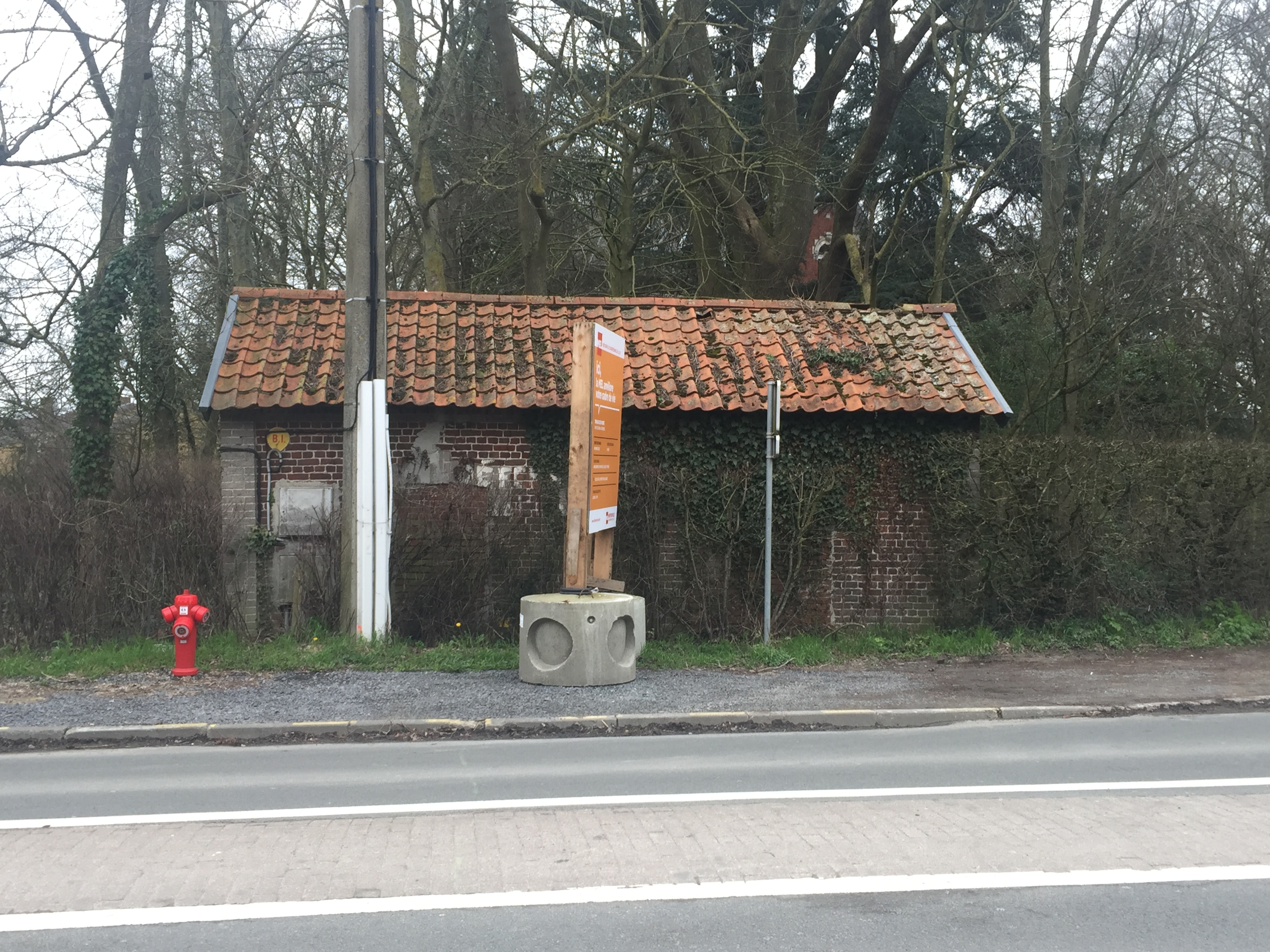
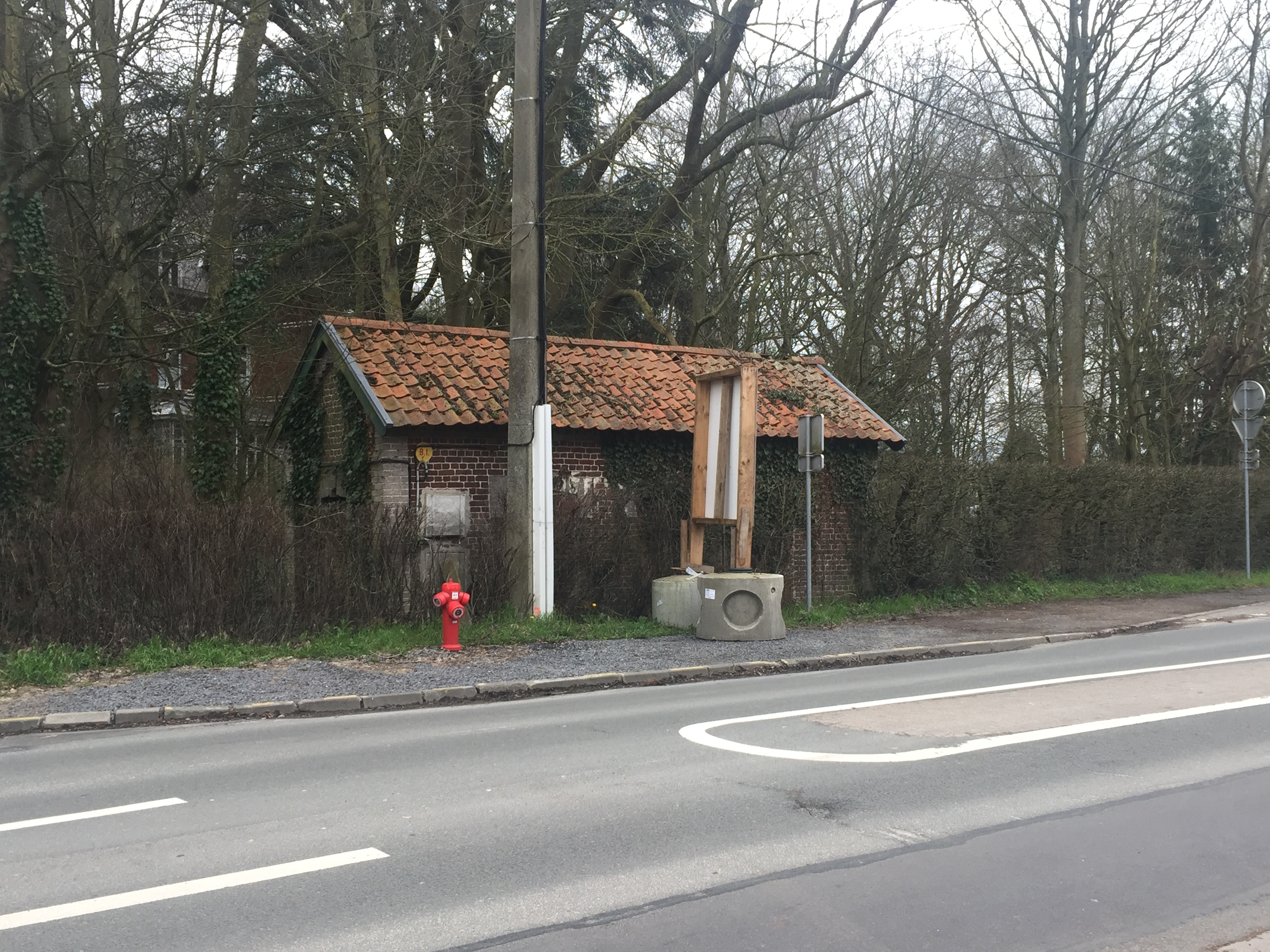
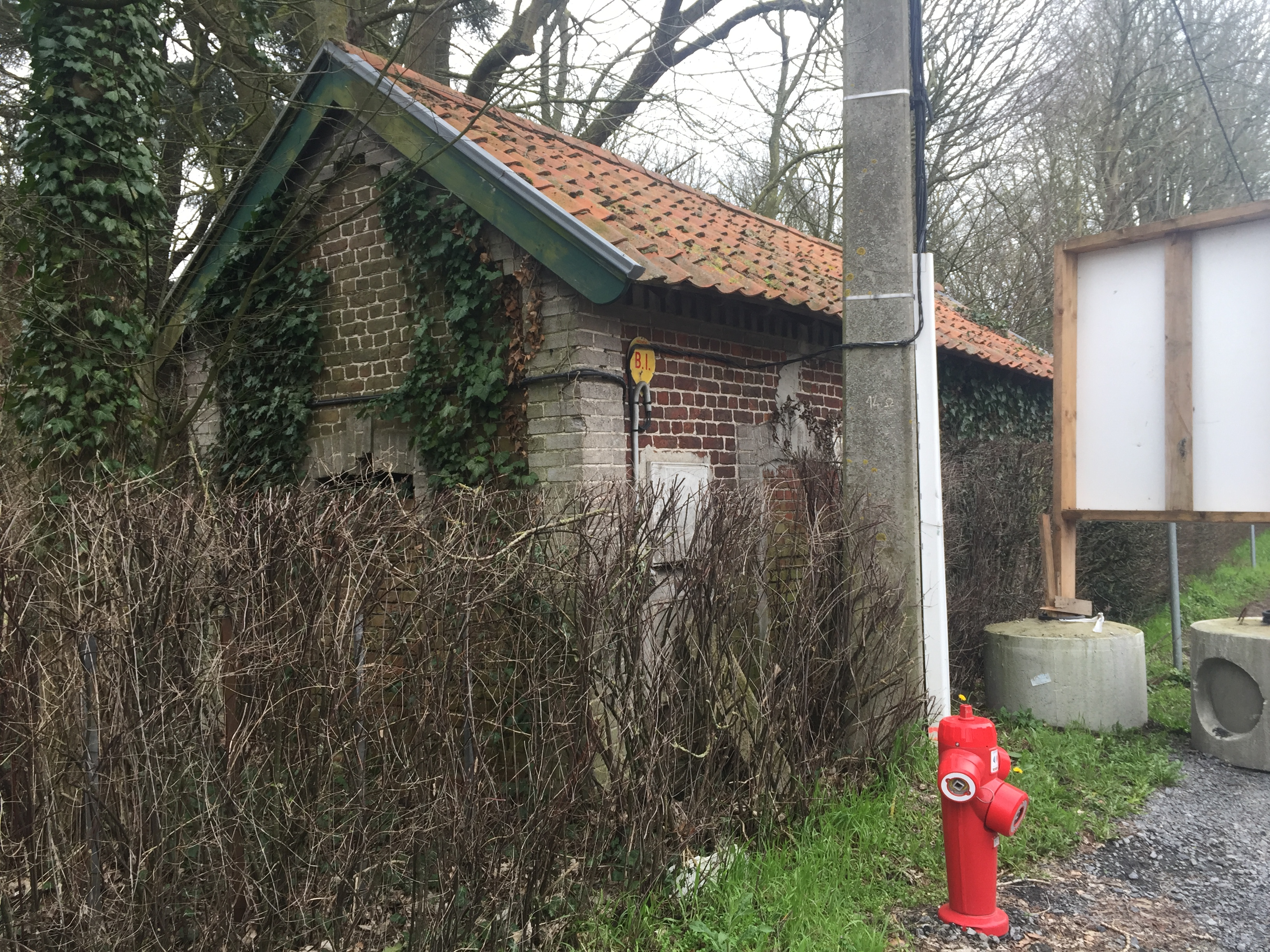
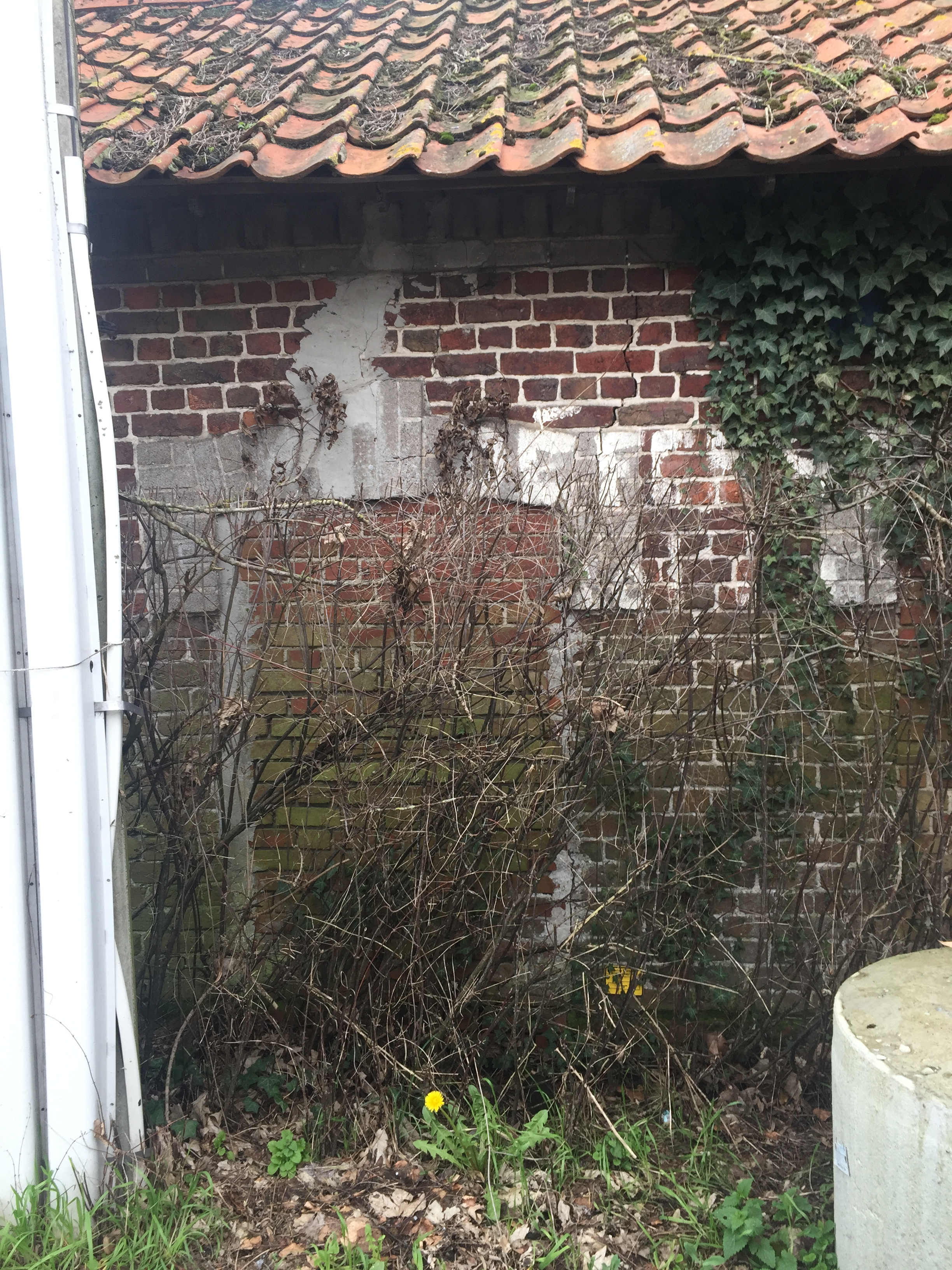

Vue de l'aubette de la station en 08 2024.
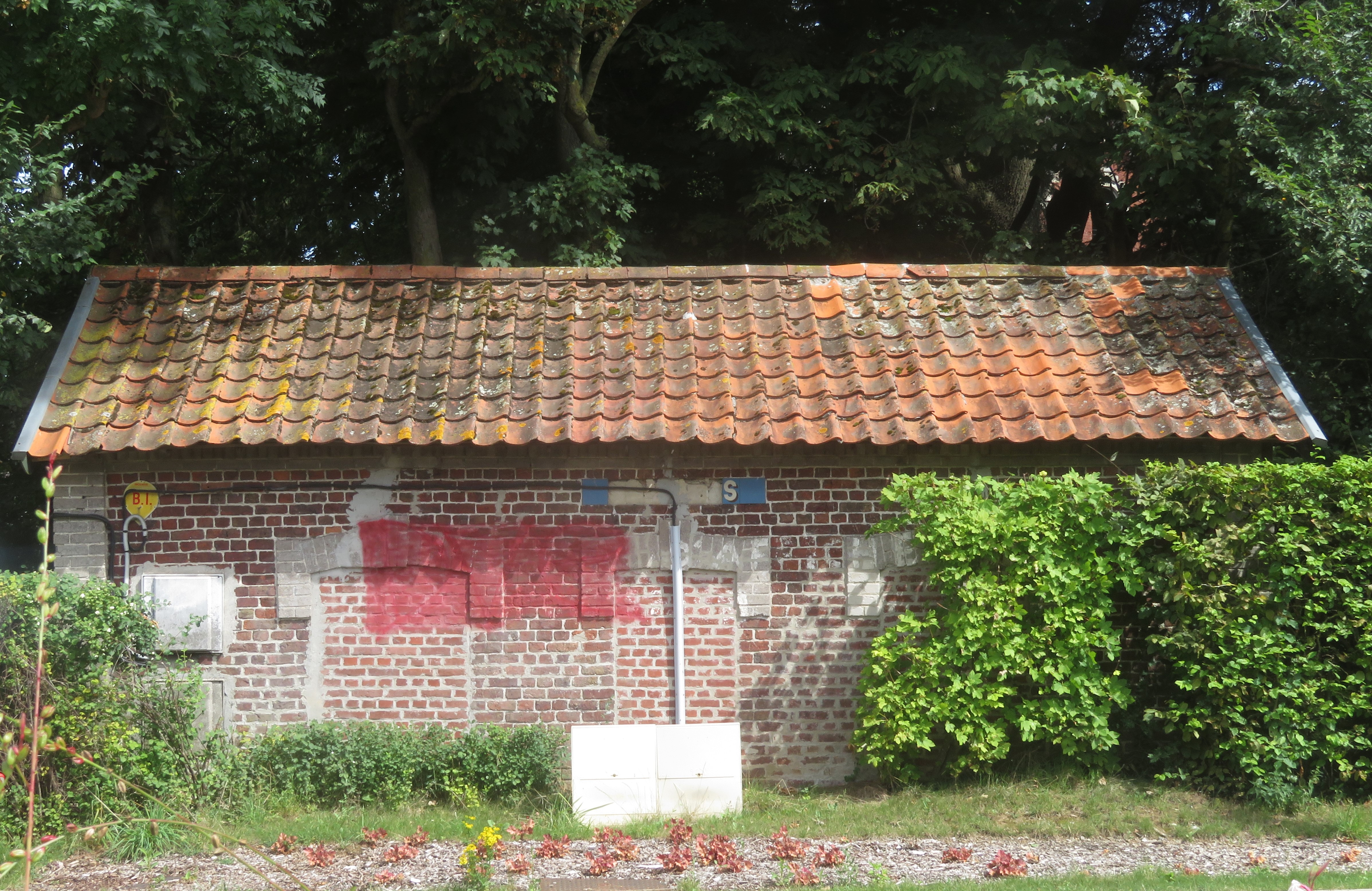

- Vues de l'aubette de la station en mars 2020.

- Vue de l'aubette de la station en août 2024.